# 22 février aux Jeux olympiques de 2010

Le lundi 22 février aux Jeux olympiques d'hiver de 2010 est le onzième jour de compétition.

## Programme
| Heure UTC-8 (Vancouver)                       |               |
| bleu                                          | Cérémonie     |
| neutre                                        | Épreuve       |
| or                                            | Finale        |
| orange                                        | Petite finale |
| rose                                          | Reporté       |
| gris                                          | Annulé        |
| Compétition masculine                         | Hommes        |
| Compétition féminine                          | Femmes        |
| Compétition mixte (hommes et femmes mélangés) | Mixte         |
| Compétition en couple (1 homme et 1 femme)    | Couple        |
| modifier                                      |               |

| Horaire | Discipline Spécialité | Discipline Spécialité                             | Discipline Spécialité                      | Phase                                       | Résultats | Références |
| ------- | --------------------- | ------------------------------------------------- | ------------------------------------------ | ------------------------------------------- | --------- | ---------- |
| 9:00    |                       | Curling                                           | Compétition hommes                         | Phase préliminaire 10e session              | 2 - 9     | -          |
| 9:00    |                       | Curling                                           | Compétition hommes                         | Phase préliminaire 10e session              | 7 - 2     | -          |
| 9:00    |                       | Curling                                           | Compétition hommes                         | Phase préliminaire 10e session              | 7 - 6     | -          |
| 9:00    |                       | Curling                                           | Compétition hommes                         | Phase préliminaire 10e session              | 7 - 3     | -          |
| 10:00   |                       | Saut à Ski Par équipe                             | Compétition hommes                         | 1re manche                                  | -         | -          |
| 10:45   |                       | Ski de fond Sprint par équipe (libre)             | Compétition femmes                         | Demi-finales                                | -         | -          |
| 11:18   |                       | Saut à Ski Spécialité                             | Compétition hommes                         | Finale                                      | -         | -          |
| 11:35   |                       | Ski de fond Sprint par équipe (libre)             | Compétition hommes                         | Demin-finales                               | -         | -          |
| 12:00   |                       | Hockey sur glace                                  | Compétition femmes                         | Manche éliminatoire Demi-finale - Match 15  | 9 - 1     | -          |
| 13:00   |                       | Ski de fond Sprint par équipe (libre)             | Compétition femmes                         | Finale                                      | -         | -          |
| 13:29   |                       | Ski de fond Sprint par équipe (libre)             | Compétition hommes                         | Finale                                      | -         | -          |
| 14:00   |                       | Curling                                           | Compétition femmes                         | Phase préliminaire 10e session              | 7 - 4     | -          |
| 14:00   |                       | Curling                                           | Compétition femmes                         | Phase préliminaire 10e session              | 4 - 10    | -          |
| 14:00   |                       | Curling                                           | Compétition femmes                         | Phase préliminaire 10e session              | 2 - 6     | -          |
| 14:00   |                       | Curling                                           | Compétition femmes                         | Phase préliminaire 10e session              | 8 - 9     | -          |
| 14:00   |                       | Hockey sur glace                                  | Compétition femmes                         | Manche de classement 7/8e places - Match 16 | 3 - 1     | -          |
| 10:00   |                       | Patinage artistique Danse sur glace - Danse libre | Compétition en couple (1 homme et 1 femme) | Finale                                      | -         | -          |
| 17:00   |                       | Hockey sur glace                                  | Compétition femmes                         | Manche éliminatoire Demi-finale - Match 17  | 5 - 0     | -          |
| 18:00   |                       | Ski acrobatique Sauts                             | Compétition hommes                         | Qualifications                              | -         | -          |
| 19:00   |                       | Curling                                           | Compétition hommes                         | Phase préliminaire 11e session              | 2 - 8     | -          |
| 19:00   |                       | Curling                                           | Compétition hommes                         | Phase préliminaire 11e session              | 6 - 5     | -          |
| 19:00   |                       | Curling                                           | Compétition hommes                         | Phase préliminaire 11e session              | 11 - 5    | -          |
| 19:00   |                       | Hockey sur glace                                  | Compétition femmes                         | Manche de classement 5/6e places - Match 18 | 2 - 1     | -          |

## Médailles du jour
- Pays organisateur (Canada)

| Rang  | Nation     | Or | Argent | Bronze | Total |
| ----- | ---------- | -- | ------ | ------ | ----- |
| 1     | Allemagne  | 1  | 2      | 0      | 3     |
| 2     | Norvège    | 1  | 0      | 1      | 2     |
| 3     | Autriche   | 1  | 0      | 0      | 1     |
| 3     | Canada     | 1  | 0      | 0      | 1     |
| 5     | États-Unis | 0  | 1      | 0      | 1     |
| 5     | Suède      | 0  | 1      | 0      | 1     |
| 7     | Russie     | 0  | 0      | 3      | 3     |
| Total | Total      | 4  | 4      | 4      | 12    |